# Quy luật phủ định
Quy luật phủ định  hay quy luật phủ định của phủ định là một trong ba quy luật cơ bản của phép biện chứng duy vật trong triết học Mác - Lênin, chỉ ra khuynh hướng của sự phát triển, theo đó sự phát triển của sự vật, hiện tượng có xu hướng, khuynh hướng lặp lại giai đoạn đầu nhưng ở trình độ cao hơn, phát triển theo hình xoắn trôn ốc. 
| “             | Phủ định cái phủ định là gì? Là một quy luật vô cùng phổ biến và chính vì vậy mà có tầm quan trọng và có tác dụng vô cùng to lớn về sự phát triển của tự nhiên, của lịch sử và của tư duy. | ” |
| — Ph.Ăng-ghen | |   |

## Sự phủ định
Theo triết học Mác - Lênin thì bất cứ sự vật, hiện tượng nào trong thế giới đều trải qua quá trình sinh ra, tồn tại, phát triển và diệt vong. Sự vật cũ mất đi được thay thế bằng sự vật mới. Sự thay thế đó là tất yếu trong quá trình vận động và phát triển của sự vật. Không như vậy sự vật không phát triển được. Sự thay thế đó được triết học gọi là sự phủ định..
Theo quan điểm duy vật biện chứng, sự chuyển hoá từ những thay đổi về lượng dẫn đến những thay đổi về chất, sự đấu tranh thường xuyên của các mặt đối lập làm cho mâu thuẫn được giải quyết, từ đó dẫn đến sự vật cũ mất đi sự vật mới ra đời thay thế. Sự thay thế diễn ra liên tục tạo nên sự vận động và phát triển không ngừng của sự vật. Sự vật mới ra đời là kết quả của sự phủ định sự vật cũ. Điều đó cũng có nghĩa là sự phủ định là tiền đề, điều kiện cho sự phát triển liên tục, cho sự ra đời của cái mới thay thế cái cũ. Đó là phủ định biện chứng.
Phủ định biện chứng là phạm trù triết học dùng để chỉ sự phủ định tự thân, sự phát triển tự thân, là mắt khâu trong quá trình dẫn tới sự ra đời sự vật mới, tiến bộ hơn sự vật cũ. Tuy nhiên có sự phủ định chỉ là phá hủy cái cũ, không tạo tiền đề cho sự tiến lên và lực lượng phủ định được đưa từ ngoài vào kết cấu của sự vật, tức là sự tự phủ định, là sự phủ định tạo tiền đề cho sự phát triển tiếp theo, cho cái mới ra đời thay cái cũ.
Phủ định biện chứng có các đặc trưng cơ bản là tính khách quan và tính kế thừa.
- Tính khách quan: vì nguyên nhân của sự phủ định nằm ngay trong bản thân sự vật. Đó chính là giải quyết những mâu thuẫn bên trong sự vật. Nhờ việc giải quyết những mâu thuẫn mà sự vật luôn luôn phát triển. Mỗi sự vật có phương thức phủ định riêng tuỳ thuộc vào sự giải quyết mâu thuẫn của bản thân chúng. Điều đó cũng có nghĩa, phủ định biện chứng không phụ thuộc vào ý muốn, ý chí của con người. Con người chỉ có thể tác động làm cho quá trình phủ định ấy diễn ra nhanh hay chậm trên cơ sở nắm vững quy luật phát triển của sự vật.
- Kế thừa: vì phủ định biện chứng là kết quả của sự phát triển tự thân của sự vật, nên nó không thể là sự thủ tiêu, sự phá huỷ hoàn toàn cái cũ. Cái mới chỉ có thể ra đời trên nền tảng cái cũ. Cái mới ra đời không xóa bỏ hoàn toàn cái cũ mà có chọn lọc, giữ lại và cải tạo những mặt còn thích hợp, những mặt tích cực, nó chỉ gạt bỏ ở cái cũ những mặt tiêu cực, lỗi thời, lạc hậu, gây cản trở cho sự phát triển. Do vậy, phủ định biện chứng đồng thời cũng là khẳng định.

Cái mới trong phủ định biện chứng là cái biểu hiện sự phát triển phù hợp quy luật của sự vật, hiện tượng, là biểu hiện sự chuyển hóa từ giai đoạn thấp đến giai đoạn cao trong quá trình phát triển.

## Nội dung quy luật
Sự ra đời và tồn tại của sự vật đã khẳng định chính nó. Trong quá trình vận động của sự vật, những nhân tố mới xuất hiện sẽ thay thế những nhân tố cũ, sự phủ định biện chứng diễn ra. Sự vật đó không còn nữa và bị thay thế bởi sự vật mới, trong đó có những nhân tố tích cực được giữ lại. Song sự vật mới này sẽ lại bị phủ định bởi sự vật mới khác.
Sự vật mới khác ấy dường như là sự vật đã tồn tại, song không phải là sự trùng lặp hoàn toàn, mà nó có được bổ sung những nhân tố mới và chỉ bảo tồn những nhân tố tích cực, thích hợp với sự phát triển tiếp tục của nó. Sau khi sự phủ định diễn ra 2 lần thì sự phủ định của phủ định được thực hiện, sự vật mới hoàn thành một chu kỳ phát triển. Sự phát triển biện chứng thông qua những lần phủ định biện chứng như trên là sự thống nhất hữu cơ giữa lọc bỏ, bảo tồn và bổ sung thêm những nhân tố tích cực mới. Do vậy, thông qua những lần phủ định biện chứng của bản thân, sự vật sẽ ngày càng phát triển.
Phạm trù phủ định biện chứng mới nói lên một giai đoạn, một mắt khâu, một nấc thang trong quá trình phát triển nhất định. Với tư cách là cái phủ định (lần thứ 1), cái mới cũng chứa đựng trong mình xu hướng dẫn tới sự phủ định lần thứ 2 (phủ định của phủ định).
Trong sự vận động vĩnh viễn của thế giới vật chất, dây chuyền của những lần phủ định biện chứng là vô tận, cái mới phủ định cái cũ, nhưng rồi cái mới lại trở nên cũ và lại bị cái mới sau phủ định. Cứ như vậy, sự phát triển của sự vật, hiện tượng diễn ra theo khuynh hướng phủ định của phủ định từ thấp đến cao một cách vô tận theo đường "xoáy ốc" hay "vòng xoáy trôn ốc". Sau mỗi chu kỳ phủ định của phủ định, cái mới được ra đời lặp lại cái cũ nhưng trên cơ sở cao hơn.
Sự phát triển theo đường "xoáy ốc" là sự biểu thị rõ ràng, đầy đủ các đặc trưng của quá trình phát triển biện chứng của sự vật: tính kế thừa, tính lặp lại, tính tiến lên. Mỗi vòng của đường "xoáy ốc" thể hiện sự lặp lại nhưng cao hơn, thể hiện trình độ cao hơn của sự phát triển.
Quy luật phủ định của phủ định biểu hiện sự phát triển của sự vật là do mâu thuẫn trong bản thân sự vật quyết định. Mỗi lần phủ định là kết quả đấu tranh và chuyển hoá giữa các mặt đối lập trong bản thân sự vật - giữa mặt khẳng định và mặt phủ định. Sự phủ định lần thứ nhất diễn ra làm cho sự vật cũ chuyển thành cái đối lập với cái khẳng định ban đầu. Sự phủ định lần thứ hai, sự vật mới với tư cách là cái phủ định của phủ định đối lập với cái phủ định và trở lại cái ban đầu nhưng không giống nguyên vẹn như cái cũ mà trên cơ sở cao hơn, tốt hơn.
Phủ định của phủ định là sự thống nhất biện chứng của cái khẳng định và phủ định, là kết quả của sự tổng hợp tất cả nhân tố tích cực của cái khẳng định ban đầu và cái phủ định lần thứ nhất, cũng như các giai đoạn trước đó. Cái tổng hợp này là sự lọc bỏ những giai đoạn đã qua, vì vậy, nó có nội dung phong phú hơn, toàn diện hơn. Kết quả của sự phủ định của phủ định là điểm kết thúc của một chu kỳ phát triển và cũng là điểm khởi đầu cho kỳ phát triển tiếp theo. Sự vật lại tiếp tục biện chứng chính mình để phát triển. Cứ như vậy sự vật mới ngày càng mới hơn. Theo triết học Mác-Lênin thì quy luật phủ định của phủ định là quy luật phổ biến của sự phát triển của tự nhiên, xã hội và tư duy.

## Ý nghĩa phương pháp luận
Quy luật phủ định của phủ định đã chỉ rõ sự phát triển là khuynh hướng chung, là tất yếu của các sự vật, hiện tượng trong thế giới khách quan. Song, quá trình phát triển không diễn ra theo đường thẳng nhưng quanh co phức tạp, phải trải qua nhiều lần phủ định, nhiều khâu trung gian. Điều đó giúp chúng ta tránh được cách nhìn phiến diện, giản đơn trong việc nhận thức các sự vật, hiện tượng, đặc biệt là các hiện tượng xã hội, và do vậy cần phải kiên trì đổi mới, khắc phục khuynh hướng bi quan, chán nản, dao động trước những khó khăn của sự phát triển.
Quy luật phủ định của phủ định cũng khẳng định tính tất thắng của cái mới, vì cái mới là cái ra đời phù hợp với quy luật phát triển của sự vật. Mặc dù khi mới ra đời, cái mới có thể còn non yếu, song nó là cái tiến bộ hơn, là giai đoạn phát triển cao hơn về chất so với cái cũ. Vì vậy, trong nhận thức và hoạt động thực tiễn, cần có nhận thức đúng về cái mới và có thái độ đúng đối với cái mới đồng thời chủ động phát hiện ra cái mới, tạo điều kiện cho cái mới phát triển.
Phải có cái nhìn biện chứng trong khi phê phán cái cũ, cần phải biết sàng lọc, kế thừa những yếu tố hợp lý của cái cũ, tránh thái độ "hư vô chủ nghĩa", "phủ định sạch trơn".
Lí luận nhận thức của chủ nghĩa duy vật biện chứng nghiên cứu bản chất, tính quy luật, những hình thức và phương pháp nhận thức, vấn đề chân lý. Nó giải đáp một cách đúng đắn và đầy đủ mặt thứ hai trong vấn đề cơ bản của triết học.